# UFC 71
UFC 71: Liddell vs. Jackson foi um evento de artes marciais mistas promovido pelo Ultimate Fighting Championship, ocorrido em 26 de maio de 2007 no MGM Grand Garden Arena em Paradise, Nevada. O evento teve como sua luta principal o confronto entre Chuck Liddell e Quinton Jackson valendo o Cinturão Meio-Pesado do UFC, essa luta foi uma revanche do confronto ocorrido no Pride Final Conflict 2003.

## Resultados
Nota 1 Pelo Cinturão Meio-Pesado do UFC.

## Bônus da Noite
- Luta da Noite:  Chris Leben vs.  Kalib Starnes
- Nocaute da Noite:  Quinton Jackson
- Finalização da Noite:  Din Thomas

## Ligações Externas
«Página oficial do UFC 71» (em inglês)
1. ↑  Nota 1